# École militaire centrale fédérale de Thoune

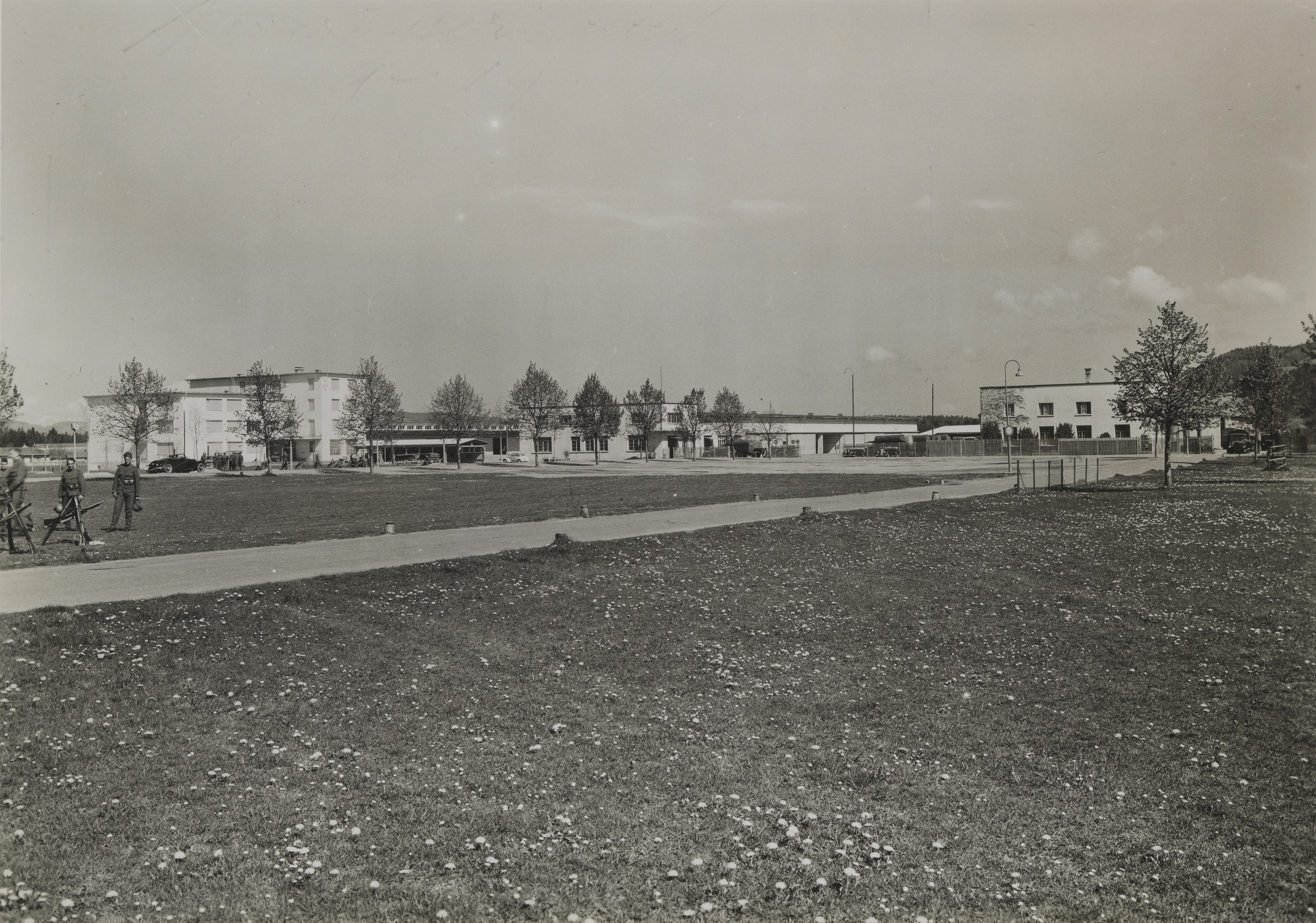
La place d'armes de l'école en 1930.

 (novembre 2024).
Si vous disposez d'ouvrages ou d'articles de référence ou si vous connaissez des sites web de qualité traitant du thème abordé ici, merci de compléter l'article en donnant les références utiles à sa vérifiabilité et en les liant à la section « Notes et références ».
L'École militaire centrale fédérale de Thoune est une école militaire suisse.

## Histoire
- En 1819, le colonel Rudolf von Luternau ouvrit la première école centrale fédérale au Freyenhof à Thoune, les cadres des troupes techniques avaient l'obligation de la fréquenter.
- Guillaume-Henri Dufour y sera instructeur du génie jusqu'en 1831.
- En 1827, des officiers de l'état-major général, de l'infanterie, de la cavalerie et des carabiniers y participèrent à titre volontaire.
- En 1850, l'école forme quatre types d'officiers : officiers de l'état-major fédéral, du génie, de l'artillerie et de l'état-major de l'infanterie.

## Élèves célèbres
- Napoléon III

## Écoles militaires supérieures suisses actuelles
- École militaire centrale des sous-officiers de carrière de l'armée (ESCA) à Hérisau
- Académie militaire de l'École polytechnique fédérale de Zurich
- Centre d'instruction de l'armée à Lucerne (CIAL)